# Hindou Oumarou Ibrahim
Pour les articles homonymes, voir Ibrahim (homonymie).
Hindou Oumarou Ibrahim, née en 1984 à N'Djaména, est une géographe et militante tchadienne. Membre de la communauté peule Mbororo du Tchad, elle milite pour la protection de l'environnement et la promotion des droits de l’homme et des droits des peuples autochtones. Son expertise est régulièrement sollicitée dans les négociations sur le climat. Son engagement est récompensé par de nombreux prix nationaux et internationaux.

## Biographie

### Enfance, éducation et débuts
Hindou Oumarou naît en 1984 à N'Djaména au Tchad,. Venue au monde dans la communauté wodaabes, où les filles sont traditionnellement mariées vers l'âge de 12 ans. Elle a poursuivi sa scolarité à N'Djaména, grâce à sa mère qui, contre l'avis de son entourage et de la communauté, a dû vendre ses vaches pour garantir son éducation. Elle est la représentante pour le Sahel au Comité exécutif du Comité de coordination des peuples autochtones d'Afrique.

### Engagement contre le changement climatique
En 1999, alors qu'elle n'a que 15 ans, elle crée l’association des femmes peules autochtones du Tchad (AFPAT),, pour améliorer les conditions de vie de la communauté Mbororo du Tchad en proie aux effets du changement climatique. Son association recevra officiellement son autorisation de fonctionner en 2005.
Ayant pour cheval de bataille la lutte pour la protection des peuples autochtones et la lutte contre le changement climatique, elle organise de multiples campagnes de sensibilisation sur la protection des droit humains et de l’environnement avec l'AFPAT. L'association est la première association communautaire à participer à des négociations internationales sur le climat. Considérée comme « la voix des femmes Peuls du Tchad », elle parcourt le monde pour porter leur voix et celle des communautés autochtones. Elle est par ailleurs auteure du livre La fille peule, autochtone du Tchad.
En 2015, elle est désignée co-présidente du Forum international des peuples autochtones sur les changements climatiques lors de la COP21 à Paris,. Elle est invitée à parler à la cérémonie de signature des Accords de Paris.
À l'âge de 35 ans, dont vingt ans de militantisme, Hindou Oumarou Ibrahim veut croire que l’avenir de la lutte contre le changement climatique se trouve en Afrique.
En septembre 2019, dans un article du Monde, elle donne un discours volontariste : « Nous sommes conscients de la gravité de la situation, mais nous sommes aussi réalistes. ». Cependant elle ne renie pas sa colère et déclare : « Le monde a les moyens d’assurer la transition écologique en s’appuyant, à la fois, sur la technologie et les savoirs traditionnels. Qu’attendons-nous ? Les Etats ont-ils réellement le désir d’opérer un tournant radical dans leur mode de gestion et de production ? Les grandes entreprises sont-elles disposées à cesser de financer les énergies fossiles et les grandes banques, la déforestation ? ».
Elle est présente au Sommet exceptionnel pour le climat organisé par l'ONU à New York en 2019.
En 2020, face à la pandémie COVID-19, Hindou Oumaro s'exprime auprès de l'UNESCO : « Pour l'avenir, je pense que la crise nous a fait apprécier notre humanité et nous a donné de l'espoir. Nous comprenons la nécessité de vivre ensemble et le fait que nous dépendons les uns des autres. Vivre dans la solidarité, l'harmonie, le partage au sein des familles et entre les communautés. Cela protège notre santé mais aussi l'environnement.Si le monde est intelligent, nous pouvons tirer les leçons de la pandémie de COVID-19. ». Elle s'entretient à ce sujet avec l’équipe du secteur de la culture de l’UNESCO sur l'expérience de sa communauté, la manière dont cela a affecté le mode de vie de sa communauté, ainsi que sur leurs connaissances et leurs pratiques culturelles liées à l'environnement naturel et au changement climatique.
Le 13 juin 2020, Hindou Oumarou est invitée à l'émission Internationales sur TV5 Monde, où elle évoque l'impact des changements climatiques ressenti au sein de son pays. L'émission évoquant également l'affaire de George Floyd (mort le 25 mai précédent à la suite de violences policières américaines), elle dénonce ces actes de violence et de racisme, notamment en partageant son expérience personnelle au cours des dernières années.
Hindou Oumarou Ibrahim est membre du comité scientifique et technique du projet BIOsphère et PAtrimoines du Lac Tchad (BIOPALT) de l'UNESCO,.

## Travaux
En tant que géographe, Hindou Oumarou Ibrahim utilise la cartographie participative pour répondre aux enjeux du changement climatique et prévenir les conflits liés à l'accès aux ressources et à l'usage des terres,,,.
Après avoir découvert la modélisation participative en trois dimensions au Gabon, elle expérimente une méthode de cartographie et modélisation participative en trois dimensions à Baïbokoum, dans le sud-ouest du Tchad. L'opération permet de rassembler des pasteurs autochtones pour cartographier les ressources naturelles de leur région,. Elle collabore ensuite avec l'UNESCO pour mener une cartographie participative en 3D de la région du Sahel tchadien.
Cette initiative repose sur l'idée que les peuples autochtones, qui sont pour elle gardiens de 80% de la biodiversité terrestre, sont les plus à même de connaître, cartographier et s'occuper de leur environnement,,. Elle met également en avant l'importance de conserver et valoriser les savoirs traditionnels en les associant aux savoirs scientifiques dans la lutte contre le changement climatique et améliorer a protection de l'environnement,.

## Hommages et distinctions
En 2017, Hindou Oumarou est nommée comme « exploratrice des solutions » par National Geographic, et est également lauréate en novembre 2017 du « Prix spécial Danielle Mitterrand France-Libertés ». Elle fait partie du classement 100 Women 2018 des femmes les plus influentes et inspirantes de la BBC.
Le 7 novembre 2019, au Hershey Hall de l’UCLA, Hindou Oumarou Ibrahim gagne le prix du génie environnemental émergent (Pritzker Emerging Environmental Genius Award 2019),. La même année, elle est citée par le magazine Time parmi les quinze femmes menant la lutte contre le changement climatique,. Elle est aussi nommé ambassadrice itinérante à la Présidence de la République Du Tchad la même année.
En juin 2021, elle reçoit le prix Rolex à l'esprit d'entreprise,.
Elle fait partie des 100 femmes africaines les plus influentes d'après le classement 2021 d'Avance Media Africa.